# Freccia Vallone 1977
La Freccia Vallone 1977, quarantunesima edizione della corsa, si svolse il 7 aprile 1977 per un percorso di 223 km. La vittoria fu appannaggio dell'italiano Francesco Moser, che completò il percorso in 5h55'34" precedendo l'altro italiano Giuseppe Saronni. Il reale vincitore, il belga Freddy Maertens, fu squalificato e per tale motivo i due italiani guadagnarono una posizione e non fu assegnato il 3º posto; inoltre non furono assegnati il 6º e l'8º posto per le squalifiche di Willy Teirlinck e di Eddy Merckx.
Al traguardo di Verviers furono 46 i ciclisti, dei 158 partiti dalla medesima località, che portarono a termine la competizione.

## Ordine d'arrivo (Top 10)
| Pos. | Corridore           | Squadra             | Tempo    |
| ---- | ------------------- | ------------------- | -------- |
| SQ   | Freddy Maertens     | Flandria-Velda      | 5h55'34  |
| 1    | Francesco Moser     | Sanson-Campagnolo   | 5h55'34" |
| 2    | Giuseppe Saronni    | Scic                | s.t.     |
| 4    | Herman Van Springel | IJsboerke-Colnago   | s.t.     |
| 5    | Gerrie Knetemann    | TI-Raleigh          | s.t.     |
| SQ   | Willy Teirlinck     | Gitane-Campagnolo   | s.t.     |
| 7    | Walter Planckaert   | Maes Pils-Mini Flat | a 4"     |
| SQ   | Eddy Merckx         | Fiat France         | s.t.     |
| 9    | Frans Verbeeck      | IJsboerke-Colnago   | s.t.     |
| 10   | Roger De Vlaeminck  | Brooklyn            | s.t.     |